# شهرستان قطینه
شهرستان قطینه (به عربی: محلیة القطینة) یک منطقهٔ مسکونی در سودان است که در نیل سفید (ایالت سودان) واقع شده‌است.